# Melanozetes longisetosus
Melanozetes longisetosus är en kvalsterart som först beskrevs av Sandór Mahunka 1984.  Melanozetes longisetosus ingår i släktet Melanozetes och familjen Ceratozetidae. Inga underarter finns listade i Catalogue of Life.